# Yu Seon-hui
Yu Seon-hui (kor. 유선희; ur. 20 maja 1966 w prowincji Gangwon) – południowokoreańska łyżwiarka szybka.

## Kariera
Największy sukces w karierze Yu Seon-hui osiągnęła w sezonie 1993/1994, kiedy zajęła drugie miejsce w klasyfikacji końcowej Pucharu Świata na 500 m. Wyprzedziła ją wtedy tylko Bonnie Blair z USA, a trzecie miejsce zajęła Niemka Monique Garbrecht. W tej samej konkurencji była też między innymi czwarta w sezonie 1992/1993. Dziewięciokrotnie stawała na podium zawodów PŚ, odnosząc jedno zwycięstwo: 4 grudnia 1993 roku w Hamar była najlepsza na 500 m. Nigdy nie zdobyła medalu mistrzostw świata; jej najlepszym wynikiem było czwarte miejsce wywalczone podczas sprinterskich mistrzostw świata w Inzell w 1991 roku i rozgrywanych trzy lata później sprinterskich mistrzostw świata w Calgary. Walkę o medal przegrywała odpowiednio z Christine Aaftink z Holandii, a następnie Chinką Xue Ruihong. W 1988 roku wzięła udział w igrzyskach olimpijskich w Calgary, zajmując trzynaste miejsce w biegu na 500 m i siedemnaste na 1000 m. Podczas igrzysk w Albertville w 1992 roku zajęła odpowiednio dziewiąte i jedenaste miejsce. Brała również udział w rozgrywanych dwa lata później igrzyskach w Lillehammer, gdzie była piąta na 500 m i piętnasta na dwukrotnie dłuższym dystansie.